# Granducato di Berg
Il Granducato di Berg (in francese Grand-duché de Berg, in tedesco Großherzogtum Berg), anche chiamato Granducato di Clèves e Berg (in francese Grand-Duché de Clèves et de Berg, in tedesco Großherzogtum Kleve und Berg), fu uno stato istituito da Napoleone Bonaparte, dopo la vittoria nel 1805 della battaglia di Austerlitz, sui territori compresi tra l'impero francese presso il Reno ed il tedesco regno di Vestfalia.

## Storia
L'annessione francese del ducato di Jülich (in francese Juliers) del 1794, nel corso delle guerre rivoluzionarie francesi, aveva separato i ducati di Jülich e Berg, che dal 1614 erano stati governati come unione personale dai duchi di Wittelsbach e di Palatinato-Neuburg. Nel 1803 l'erede di Palatinato-Neuburg, l'elettore bavarese Massimiliano Giuseppe, separò il ducato di Berg dai suoi altri territori bavaresi, concedendolo al cugino Guglielmo in Baviera, per cui finì sotto il controllo di un ramo minore della casata dei Wittelsbach.

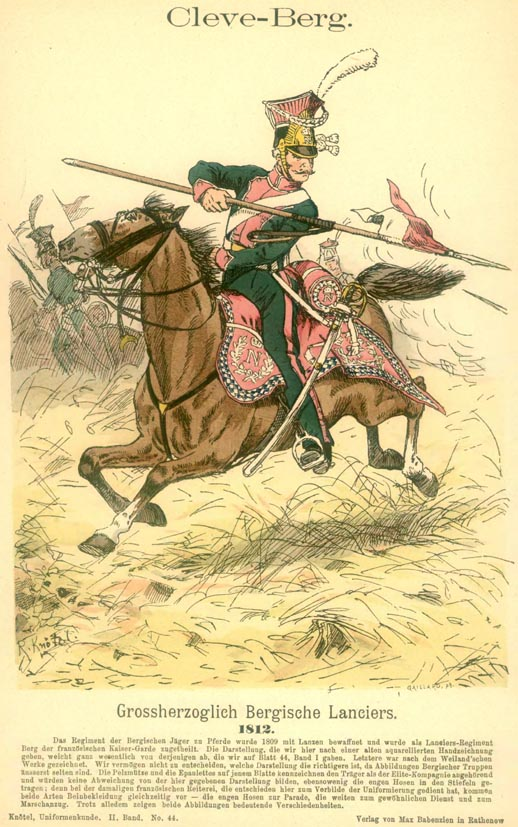
Lanciere del granducato facente parte della Guardia imperiale, 1812

Nel 1806, durante la riorganizzazione della Germania dovuta allo scioglimento del Sacro Romano Impero, Massimiliano Giuseppe, ora re di Baviera, cedette Berg a Napoleone Bonaparte in cambio del principato di Ansbach. Il 15 marzo 1806 l'imperatore francese assegnò Berg al cognato Gioacchino Murat, compresi i territori dell'ex ducato di Kleve prussiano ad est del Reno. Lo stemma di Murat combinava il leone rosso di Berg e lo stemma di Kleve. Essendo marito della sorella di Napoleone aveva anche il diritto di utilizzare l'aquila imperiale. Il 12 luglio 1806 Murat unì la confederazione del Reno ed assunse il titolo di granduca. Le sue terre furono in seguito ampliate grazie all'annessione della contea di Mark, del Principato vescovile di Münster, della città imperiale di Dortmund e di numerosi territori della provincia del Basso Reno-Vestfalia.
Al momento della promozione di Murat a re di Napoli nel 1808, Berg era governata direttamente da Napoleone assieme a Murat. L'anno seguente nominò il giovane nipote, il principe Napoleone Luigi Bonaparte (1804–1831), primogenito del fratello Luigi Bonaparte, re d'Olanda e granduca di Berg. I burocrati francesi guidati da Pierre-Louis Roederer amministrarono il territorio a nome suo. Per nove giorni, nel luglio, 1810, il granduca Napoleone Luigi governò anche il regno d'Olanda.
Il declino economico dovuto al fallimento del Blocco continentale di Napoleone portò ad una serie di rivolte e sommosse. La breve vita del granducato terminò quando i francesi furono respinti nel 1813 durante la battaglia di Lipsia. Il territorio fu allora amministrato dalla Prussia, che incorporò ufficialmente l'ex granducato con il congresso di Vienna del 1815. Berg divenne parte della provincia di Jülich-Kleve-Berg, mentre i territori più oriental di Münster e Mark furono aggregati alla provincia di Vestfalia.

## Stemmi

1806–1809
1809–1813

## Ordinamento

### Suddivisione amministrativa
| - Ems - Coesfeld - Münster - Lingen | - Reno - Düsseldorf - Elberfeld - Essen - Mülheim | - Ruhr - Dortmund - Hagen - Hamm | - Sieg - Dillenburg - Siegen |